# محمدحسن آصفری
محمدحسن آصفری نمایندهٔ دورهٔ نهم و یازدهم مجلس شورای اسلامی
نایب ریس کمیسیون امور داخلی کشور  و شوراها بایگانی‌شده  در ۱۸ آوریل ۲۰۲۱ توسط Wayback Machine مجلس شورای اسلامی دوره یازدهم
سرهنگ سپاه قدس سابقه حضور درجنگ بوسنی 
از حوزهٔ انتخابیهٔ اراک، کمیجان و خنداب در استان مرکزی است.
فرماندار اراک
فرماندار تفرش